# 腺苷脱氨酶缺乏症
腺苷脱氨酶缺乏症（英語：Adenosine deaminase deficiency）缺乏症是一種體染色體隱性遺傳疾病，會破壞免疫系統並導致嚴重複合型免疫缺乏症（SCID）。此病的病因是腺苷脱氨酶（ADA）缺乏导致核酸代谢产物的异常累积，令T、B淋巴细胞发育不全，功能障碍，引致严重的细胞、体液免疫缺陷。
重度複合免疫缺陷症約15%的病因是腺苷脱氨酶缺乏。
大多數腺苷脱氨酶缺乏症患者在出生後的6個月內被診斷出患有重度複合免疫缺陷症，但是仍有10％至15％的腺苷脫氨酶缺乏症病例於6至24個月、兒童期、青春期甚至到成年期時才發病。發病年齡和嚴重程度與該疾病相關的基因型有關。

## 歷史
ADA缺陷是由華盛頓大學教授埃洛伊絲·吉布萊特於1972年發現的。

## 遺傳
腺苷脱氨酶缺乏症是一種體染色體遺傳疾病，因患者第20對染色體上的腺苷脱氨酶基因受損而導致發生。

## 治療

### 基因治療
美國醫學家威廉·弗倫奇·安德森等人對腺甘脫氨酶缺乏症的基因治療，是世界上第一個基因治療成功的範例。1990年9月14日，安德森對一例患ADA缺乏症的4歲女孩進行基因治療。他們將含有這個女孩自己的白血球的溶液輸入她左臂的一條靜脈血管中，這種白血球都已經過改造，有缺陷的基因已經被健康的基因所替代。在以后的10个月内她又接受了7次这样的治疗，同时也接受酶治疗。1991年1月，另一名患同样病的女孩也接受了同样的治疗。两患儿经治疗后，免疫功能日趋健全，能够走出隔离帐，过上了正常人的生活，并进入普通小学上学。